# France Prešeren
France Prešeren (Velden, 1800. december 3. – Krainburg, 1849. február 8.) szlovén költő és jogász. A szlovén irodalom egyik legnagyobb költőjének tartják. Egyik legfontosabb alkotása a Zdravljica (Pohárköszöntő, 1844), mely Szlovénia himnusza lett.

## Életpályája
Szülőhelye a mai Vrba a Gorenjska nevű északnyugat-szlovéniai régióban található. Szülei Šimen Prešeren (korabeli írásmód szerint Presherin) és Mina Svetina helyi szegény parasztemberek voltak. France harmadikként jött a világra, testvérei Jera, Katra, Jožef, Jurij, Mina, Urša, Lenka névvel ismertek. Jožef alig 15 éves korában meghalt 1818-ban, de a többiek mind megélték a felnőttkort és túlélték másik testvérüket Francét. Legtovább Lenka élt, ő 1891-ben hunyt el.
A szülők Francé fiúkat papi pályára szánták, ám ő, a laibachi gimnázium elvégzése után a bécsi jogi karra iratkozott be. Első verseit is itt írta, melyeket a nyelvész és cenzor Jernej Kopitar nem fogadott lelkesedéssel. Kopitar és az őt támogató irodalmárok egy viszonylag merev nyelvi koncepcióban gondolkoztak. Ők kizárólag a népnyelvi normákat tartották szem előtt, minden egyes jövevényszótól igyekeztek megtisztítani a nyelvet és rengeteg új kifejezést alkottak többnyire körülírással. Kopitar gáncsoskodása a költő stílusára is kiterjedt, ugyanis szerinte csak olyan verseket lehet írni szlovénul, amelyek a népköltészet formáinak megfelelnek. Prešeren, Matija Čop és néhányan viszont formálni kívánták a szlovén nyelvet és költészetet, líraiabbá, könnyedebbé tenni, amely nem zárkózik el az idegen hatásoktól, azokat választékosan kezeli. Prešeren a német, francia és olasz kortárs irodalmárok művészetének hatása alatt volt, lírája magasabb szintet akart elérni a népköltészetnél. Ezáltal a cél is egy magasabb szintű, művésziesebb szlovén nyelvezet megteremtése volt. Prešeren úgy vélte, hogy Kopitarék elzárkózó magatartása hatástalan, hisz nem lehet megkerülni a külső hatásokat, ugyanis ezek Európa bármelyik másik nyelvénél is jelentkeznek. Ezt a nézetét a Nova pisarija c. versében is kifejti.
Diploma után visszatért Laibachba (ma Ljubljana). Bár ügyvédnek tanult ki, hosszú-hosszú évekig nem alkalmazták, ezért csak átmeneti munkákkal (pl. titkárként) és versírással tudta eltartani magát. Irodalmi szövetségese az a Matija Čop volt (1797-1835), aki haláláig (a Szávába fulladt) tanácsokkal látta őt el a romantikus kibontakozás útján. Múzsája egy gazdag kereskedő leánya, Julija Primic, akit eltiltottak a költőtől. Neki szentelte – többek között – a Sonetni venec (Szonett koszorú, 1834) és a Gazele (Gázelék, 1834) című köteteit.
Egész életében súlyos alkoholizmussal küszködött, tudható mindez személyes kudarcainak, irodalmi el nem ismertségének, nehéz társadalmi és egzisztenciális helyzetének. Harmincas évei végén viszonyt kezdett egy egyszerű szolgálóleánnyal, a nála huszonhárom évvel fiatalabb Ana Jelovšekkal, akitől három törvénytelen gyereke született. Az első Terézia féléves korában meghalt. France nevű fiúk is csupán tíz évet élt. Egyedül Ernestina nevű lánya maradt életben (megh. 1917), akit apja mindig moja mala kuharica-nak (kis szakácsnémnak) szólított. Ana gyakran főzött a magányosan élő Prešerenre és a munkában a kislány is segített neki. Gyakran patronálta még Prešerent Katra nevű nővére is, így a nehézségek ellenére a költő számára biztosítva volt a betevője, habár az italozásaira sok pénz ment el.
A Kranjska čbelica (Krajnai méhecske, 1830–1848) hat alkalommal megjelent almanachjának egyik legfontosabb, a szlovén nemzeti eposznak tekinthető Krst pri Savici (Keresztelő a Savicánál, 1836) szerzője.
A már 1844-ben megírt Zdravljicáját csak az 1848-as márciusi forradalmi hullám után tudta kiadni a Bleiweis-féle Novice (Hírek) című lapban. Élete végén ügyvédi állást kínáltak neki Krainburgban (ma Kranj), ahol csupán három évig tudott dolgozni. A túlzásba vitt alkoholfogyasztása miatt fellépő májzsugorodás következtében halt meg. A régi kranji temetőben helyezték örök nyugalomra. A temetőt idővel felszámolták, egyedül az ő jellegzetes síremléke maradt meg. Ma a helyet Prešeren-ligetnek nevezik.

## Magyarul megjelent művei
- France Prešeren: Szonettkoszorú – Sonetni venec. Ford.: Csuka Zoltán. Európa Kiadó, Bp., 1971
- France Prešeren: Versei. Ford.: Lator László, Tandori Dezső. Utószó: Josip Vidmar. Jegyzetek: Gállos Orsolya. Európa Kiadó. Bp. 1975 (Lyra mundi); Pomurska založba, Murska Sobota, 2000
- Szonettkoszorú / Sonetni venec; ford. Csuka Zoltán; Shark Print, Kaposvár, 2000 (Editio plurilingua)

## Magyar nyelvű fordítói
Tandori Dezső, Lator László, Csuka Zoltán, Gállos Orsolya